# 컴스코어
컴스코어(Comscore)는 미국의 인터넷 마켓팅 연구 기업으로 마켓팅 자료와 서비스를 많은 인터넷 기업에 제공한다. 컴스코어는 자사가 조사하는 컴퓨터상의 모든 인터넷 자료를 추적하여 온라인 동향을 연구한다.

## 역사
컴스코어는 1999년 7월 버지니아주 레스턴에서 설립되었다.

## 같이 보기
- 알렉사 인터넷
- 닐슨 레이팅스